# Eremocrinum albomarginatum
Eremocrinum albomarginatum är en sparrisväxtart som först beskrevs av Marcus Eugene Jones, och fick sitt nu gällande namn av Marcus Eugene Jones. Eremocrinum albomarginatum ingår i släktet Eremocrinum och familjen sparrisväxter. Inga underarter finns listade i Catalogue of Life.